# Dignonville
Cet article possède un paronyme, voir Digosville.
Dignonville est une commune française située dans le département des Vosges, en région Grand Est.
Ses habitants sont appelés les Dignonvillois.

## Géographie

### Localisation

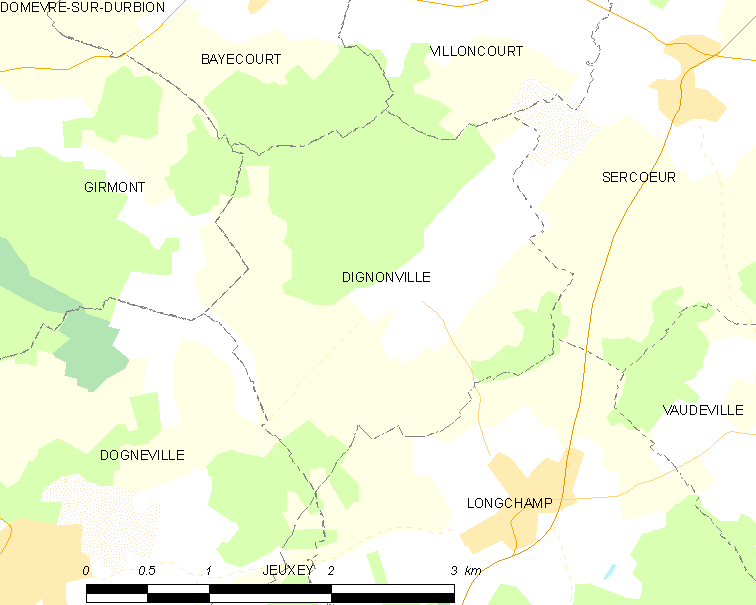
Situation géographique de Dignonville.

Dignonville est une petite commune rurale située, à vol d'oiseau, à 8,5 kilomètres au nord-est d'Épinal.

### Géologie et relief
La superficie de la commune est de 593 hectares ; l'altitude varie entre 322 et 400 mètres.

### Sismicité
Commune située dans une zone 3 de sismicité modérée.

### Hydrographie et les eaux souterraines
Hydrogéologie et climatologie : Système d’information pour la gestion des eaux souterraines du bassin Rhin-Meuse :
Territoire communal : Occupation du sol (Corinne Land Cover); Cours d'eau (BD Carthage),
Géologie : Carte géologique; Coupes géologiques et techniques,
 Hydrogéologie : Masses d'eau souterraine; BD Lisa; Cartes piézométriques.
La commune est située dans le bassin versant du Rhin au sein du bassin Rhin-Meuse. Elle est drainée par le ruisseau de St-Adrien et le ruisseau des Bouxis,.

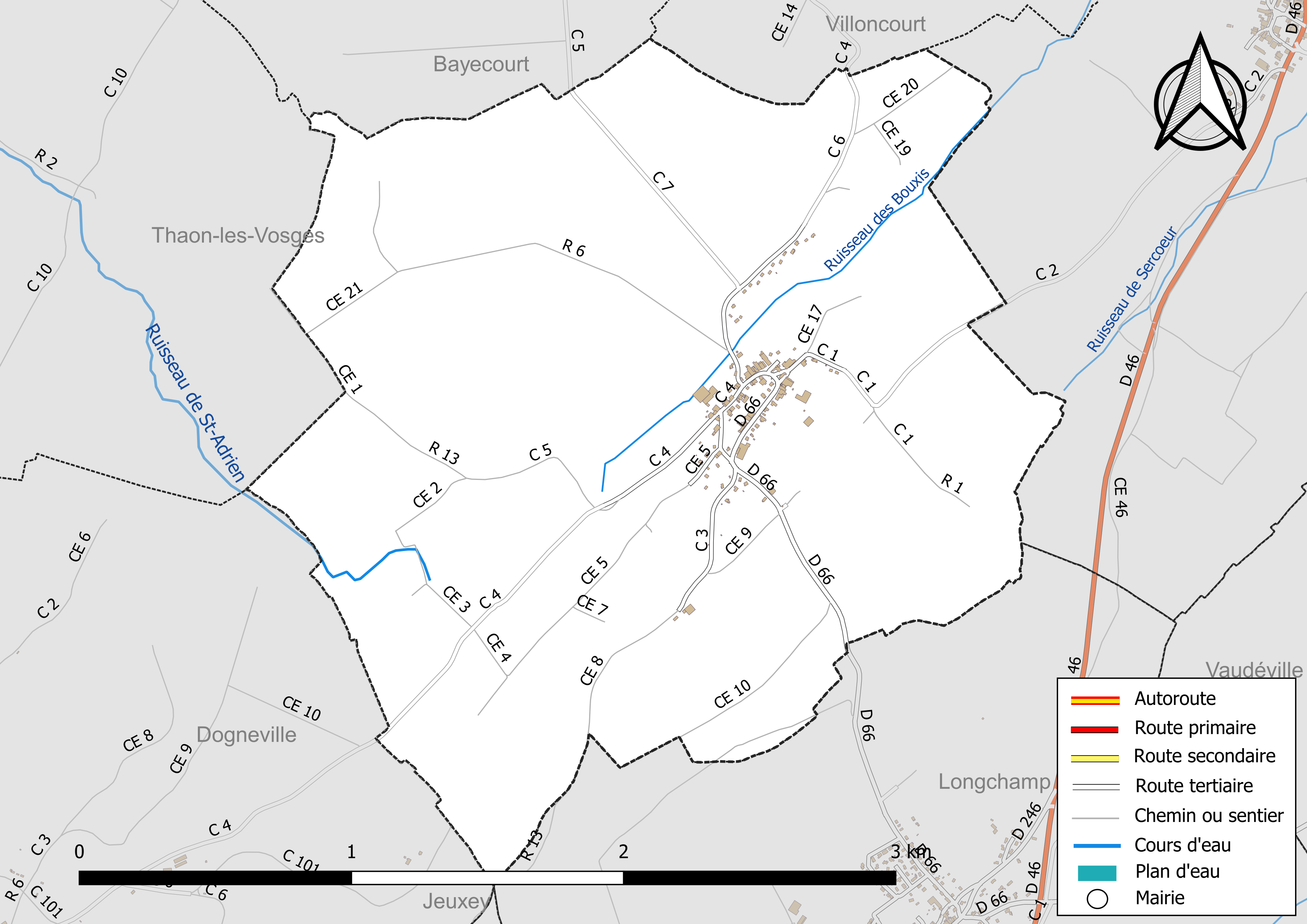
Réseaux hydrographique et routier de Dignonville.

La qualité des eaux de baignade et des cours d’eau peut être consultée sur un site dédié géré par les agences de l’eau et l’Agence française pour la biodiversité.

### Climat
Pour des articles plus généraux, voir Climat du Grand Est et Climat des Vosges.
En 2010, le climat de la commune est de type climat de montagne, selon une étude du Centre national de la recherche scientifique s'appuyant sur une série de données couvrant la période 1971-2000. En 2020, Météo-France publie une typologie des climats de la France métropolitaine dans laquelle la commune est exposée à un climat semi-continental et est dans une zone de transition entre les régions climatiques « Lorraine, plateau de Langres, Morvan » et « Vosges ».
Pour la période 1971-2000, la température annuelle moyenne est de 9,2 °C, avec une amplitude thermique annuelle de 16,8 °C. Le cumul annuel moyen de précipitations est de 929 mm, avec 12,6 jours de précipitations en janvier et 10,4 jours en juillet. Pour la période 1991-2020, la température moyenne annuelle observée sur la station météorologique de Météo-France la plus proche, « Épinal », sur la commune de Dogneville à 4 km à vol d'oiseau, est de 10,3 °C et le cumul annuel moyen de précipitations est de 907,0 mm. 
La température maximale relevée sur cette station est de 39,3 °C, atteinte le 25 juillet 2019 ; la température minimale est de −18,9 °C, atteinte le 12 janvier 1987,,.
Les paramètres climatiques de la commune ont été estimés pour le milieu du siècle (2041-2070) selon différents scénarios d'émission de gaz à effet de serre à partir des nouvelles projections climatiques de référence DRIAS-2020. Ils sont consultables sur un site dédié publié par Météo-France en novembre 2022.

### Voies de communications et transports

#### Voies routières
La commune est desservie par la route départementale 66 qui vient de Longchamp : il faut noter que cette unique départementale ne traverse pas le village, mais y aboutit, juste en desserte, ce qui en fait un village calme, sans aucun transit. Les autres voies sont communales.
À l'exception de la rue Saint-Vincent (patron de la paroisse), de la ruelle des Seigneurs (ancien chemin des Seigneurs) et de la place Gaston-Litaize (en souvenir de ses passages), les noms de rues ou de voies sont empruntés au cadastre : rue de la Praye, Villancôte, rue de la Côte, rue de Loriquette, rue du Pâquis, Michelvaut, chemin des Cherrières, etc. Jusqu'en 1993, les rues de la commune ne portaient pas de nom, ni les maisons de numéro pour le service des postes...

#### Transports en commun
- Fluo Grand Est.
- Service de transport scolaire[13].

#### Lignes SNCF
- Gare d'Épinal.

## Urbanisme

### Typologie
Au 1er janvier 2024, Dignonville est catégorisée commune rurale à habitat dispersé, selon la nouvelle grille communale de densité à sept niveaux définie par l'Insee en 2022.
Elle est située hors unité urbaine. Par ailleurs la commune fait partie de l'aire d'attraction d'Épinal, dont elle est une commune de la couronne,. Cette aire, qui regroupe 118 communes, est catégorisée dans les aires de 50 000 à moins de 200 000 habitants,.

### Occupation des sols
L'occupation des sols de la commune, telle qu'elle ressort de la base de données européenne d’occupation biophysique des sols Corine Land Cover (CLC), est marquée par l'importance des territoires agricoles (58,9 % en 2018), en diminution par rapport à 1990 (63,7 %). La répartition détaillée en 2018 est la suivante : 
terres arables (41,2 %), forêts (36 %), prairies (17,4 %), zones urbanisées (5,1 %), zones agricoles hétérogènes (0,3 %). L'évolution de l’occupation des sols de la commune et de ses infrastructures peut être observée sur les différentes représentations cartographiques du territoire : la carte de Cassini (XVIIIe siècle), la carte d'état-major (1820-1866) et les cartes ou photos aériennes de l'IGN pour la période actuelle (1950 à aujourd'hui).

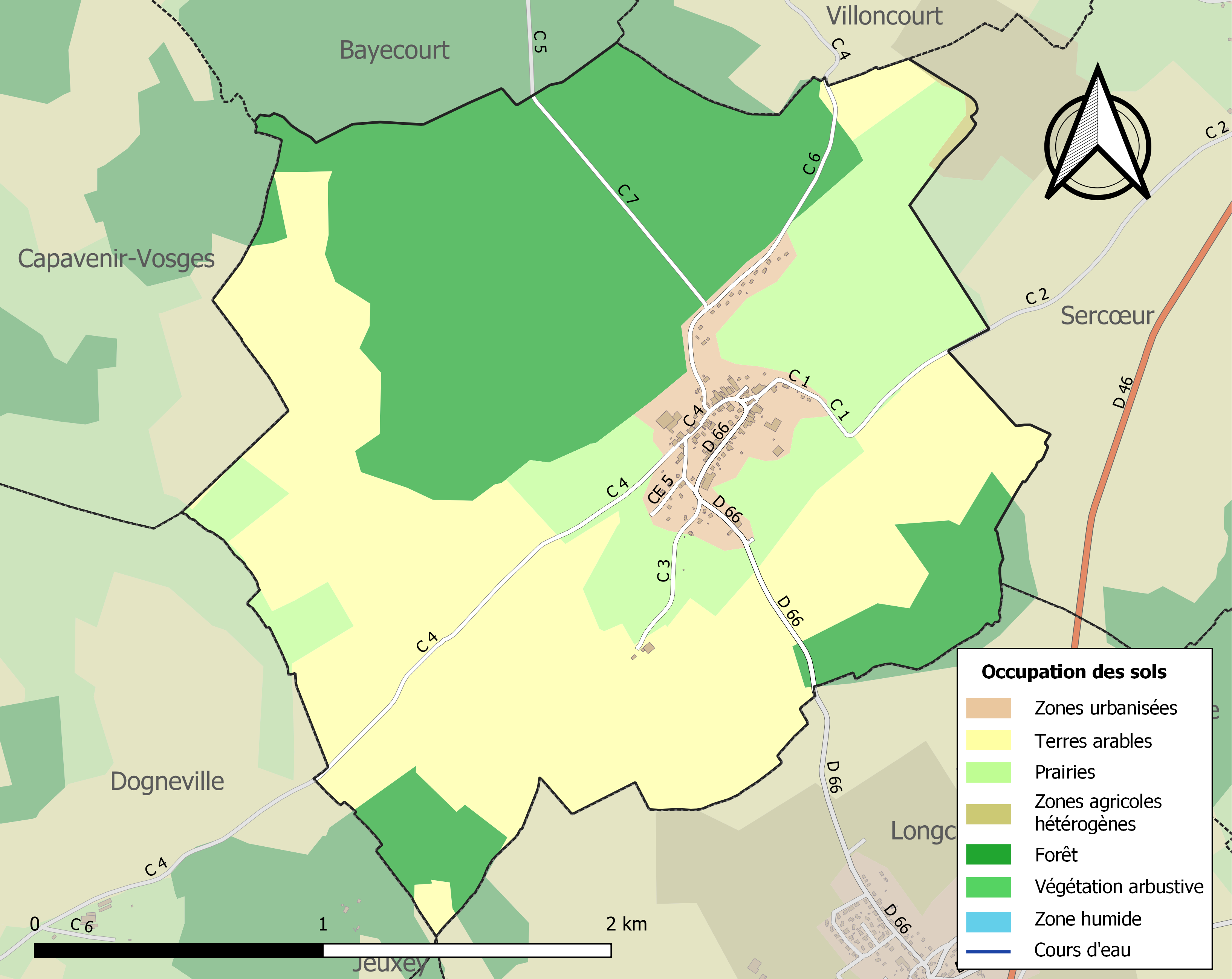
Carte des infrastructures et de l'occupation des sols de la commune en 2018 (CLC).

### Morphologie urbaine
La population se répartit depuis le centre historique près de l'église, à travers un village-rue en fer à cheval, et un lotissement récent qui s'étire le long du Grand Bois, le Pâquis.
Les communes limitrophes sont Sercœur, Villoncourt, Longchamp, Bayecourt et Dogneville.

### Logement
La maison la plus ancienne date de 1730  (inscription QM 1730 BP), après la ruine de la seule maison XVIIe siècle en 1990. Le groupe des plus anciennes maisons est situé autour de l'église, chemin des Seigneurs.
En 2009, le nombre total de logements dans la commune était de 75, alors qu'il était de 63 en 1999.
Parmi ces logements, 94,7 % étaient des résidences principales, 1,3 % des résidences secondaires et 4 % des logements vacants. Ces logements étaient pour 92 % d'entre eux des maisons individuelles et pour 8 % des appartements.
La proportion des résidences principales, propriétés de leurs occupants était de 88,7 %, en hausse par rapport à 1999 (83,1 %).

## Toponymie
Le nom de la localité est attesté sous les formes Dinovilla (XIe siècle) ; Denovelle (1336) ; Daigneville (1396) ; Daigneyville (1396) ; Dongneville (1398) ; Dignonville (1413) ; Dygnoville (1421) ; Degnonville (1494) ; Deugnonville (XVe siècle) ; Dignoville (1547).

Dignon : Nom porté, au moins, depuis le XIe siècle. Deux possibilités : soit le fils d,Ignon, nom de personne germanique (racine ig = hérisson) qui semble avoir été porté par un saint local.

## Histoire
Durant la Seconde Guerre mondiale, Dignonville est défendue par le lieutenant Martin en 1940. Les canons du fort "de Longchamp" (situé sur la commune de Dignonville) participent à la bataille d'Epinal et de Jeuxey, du 18 au 22 juin 1940. Les défenseurs du fort, dernier de Lorraine à avoir résisté, reçoivent les honneurs des Allemands, le 22 juin 1940. Le 20 septembre 1944, Dignonville est libérée par la 7e armée américaine du général Alexander Patch. À noter que trois impacts de balles sont encore visibles sur la plaque d’entrée du cimetière.
Après la guerre, dans le cadre du nettoyage des zones de combat (désobusage), les Américains réalisent un dépôt de matériel non explosé dans une carrière située au Champ Cailloux. En 1946, un habitant de Dogneville fait sauter accidentellement le dépôt, provoquant sa destruction totale ainsi que celle des vitraux de l’église. On ne retrouva de lui qu’un bras.
L'école communale a compris de la fin du XIXe siècle jusqu’au début des années 1980 une classe unique mixte. L’instituteur savait chercher les enfants aux champs, et prolonger la classe après l’heure si nécessaire. Les élèves obtenant le certificat d’études avant 14 ans profitaient de leur présence en classe pour apprendre à lire aux plus petits. Après un temps de fermeture complète de l’école, elle fut rouverte pour une classe de maternelle, dans le cadre du regroupement pédagogique.

## Politique et administration

### Administration municipale
Le nombre d'habitants au dernier recensement étant compris entre 100 et 499, le nombre de membres du conseil municipal est de 11.

### Liste des maires
| Période                                  | Période    | Identité         | Étiquette | Qualité               |
| ---------------------------------------- | ---------- | ---------------- | --------- | --------------------- |
| Les données manquantes sont à compléter. |            |                  |           |                       |
|                                          | en 1929    | Adolphe Huguenin |           |                       |
|                                          | vers 1945  | Auguste Prévot   |           | Agriculteur           |
| vers 1945                                | mars 1965  | Henri Ruer       |           | Agriculteur           |
| mars 1965                                | juin 1995  | Maurice Huguenin |           | Agriculteur           |
| juin 1995                                | avril 2014 | Bernard Rivot    | DVD       |                       |
| avril 2014                               | En cours   | Daniel Micard    |           | Chargé d'affaires GDF |

### Budget et fiscalité 2022

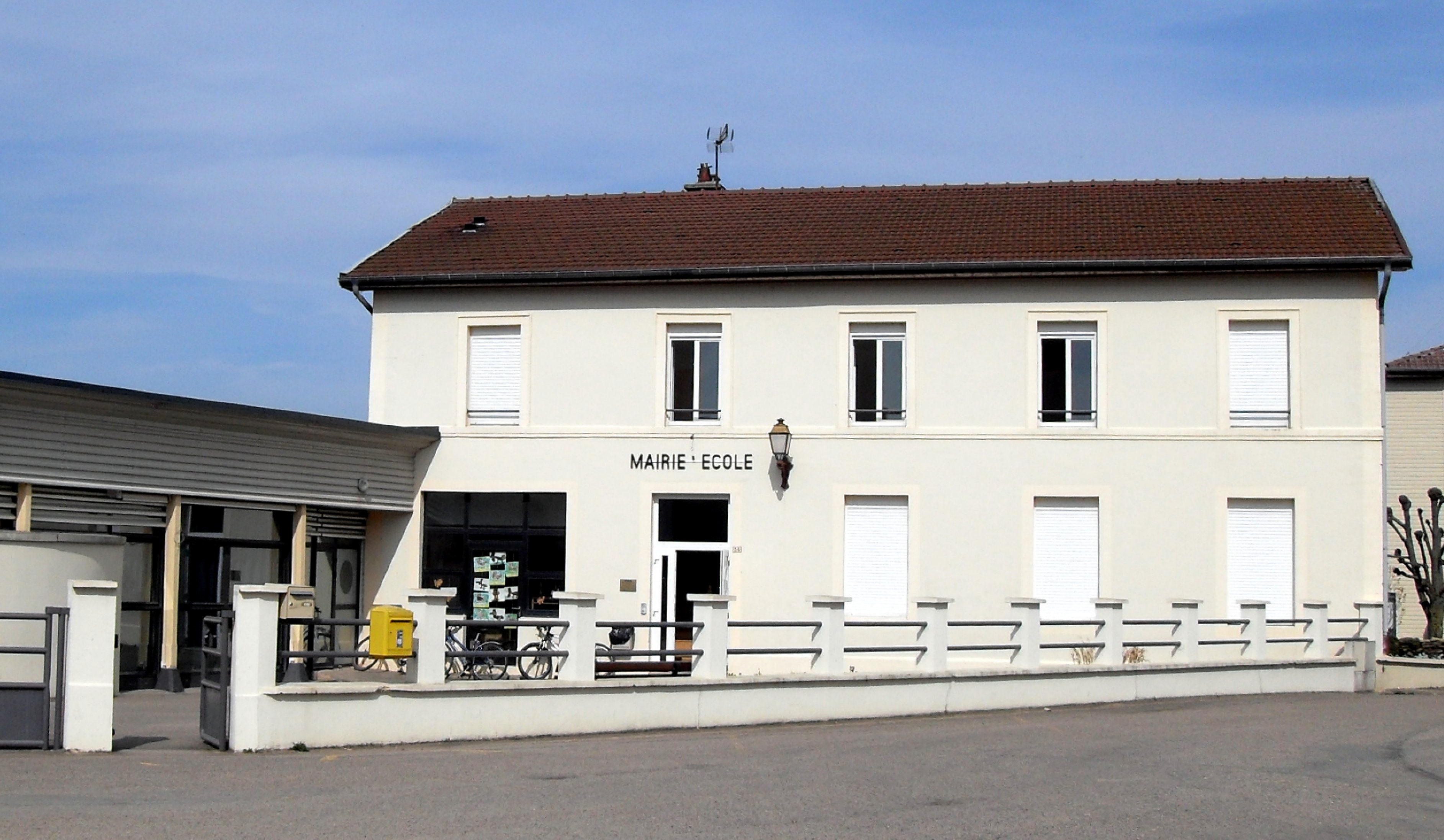
La mairie-école.

En 2022, le budget de la commune était constitué ainsi :
- total des produits de fonctionnement : 165 000 €, soit 793 € par habitant ;
- total des charges de fonctionnement : 112 000 €, soit 540 € par habitant ;
- total des ressources d'investissement : 109 000 €, soit 523 € par habitant ;
- total des emplois d'investissement : 108 000 €, soit 518 € par habitant ;
- endettement : 0 €, soit 2 € par habitant.

Avec les taux de fiscalité suivants :
- taxe d'habitation : 12,48 % ;
- taxe foncière sur les propriétés bâties : 35,99 % ;
- taxe foncière sur les propriétés non bâties : 18,79 % ;
- taxe additionnelle à la taxe foncière sur les propriétés non bâties : 0,00 % ;
- cotisation foncière des entreprises : 0,00 %.

Chiffres clés Revenus et pauvreté des ménages en 2021 : médiane en 2021 du revenu disponible, par unité de consommation : 25 360 €.

### Instances judiciaires et administratives
Dignonville relève du tribunal d'instance d’Épinal, du tribunal de grande instance d’Épinal, de la cour d'appel de Nancy, du tribunal pour enfants d’Épinal, du conseil de prud'hommes d’Épinal, du tribunal de commerce d’Épinal, du tribunal administratif de Nancy et de la cour administrative d'appel de Nancy.

### Jumelages
Au 29 septembre 2019, Dignonville n'est jumelée avec aucune commune.

## Population et société

### Démographie
L'évolution du nombre d'habitants est connue à travers les recensements de la population effectués dans la commune depuis 1793. Pour les communes de moins de 10 000 habitants, une enquête de recensement portant sur toute la population est réalisée tous les cinq ans, les populations de référence des années intermédiaires étant quant à elles estimées par interpolation ou extrapolation. Pour la commune, le premier recensement exhaustif entrant dans le cadre du nouveau dispositif a été réalisé en 2004.

En 2022, la commune comptait 207 habitants, en évolution de +11,29 % par rapport à 2016 (Vosges : −2,96 %, France hors Mayotte : +2,11 %).
| 1793 | 1800 | 1806 | 1821 | 1831 | 1836 | 1841 | 1846 | 1856 |
| ---- | ---- | ---- | ---- | ---- | ---- | ---- | ---- | ---- |
| 202  | 209  | 216  | 205  | 208  | 220  | 234  | 270  | 244  |

| 1861 | 1866 | 1876 | 1881 | 1886 | 1891 | 1896 | 1901 | 1906 |
| ---- | ---- | ---- | ---- | ---- | ---- | ---- | ---- | ---- |
| 236  | 256  | 271  | 246  | 250  | 208  | 182  | 182  | 183  |

| 1911 | 1921 | 1926 | 1931 | 1936 | 1946 | 1954 | 1962 | 1968 |
| ---- | ---- | ---- | ---- | ---- | ---- | ---- | ---- | ---- |
| 171  | 135  | 133  | 132  | 140  | 149  | 143  | 123  | 120  |

| 1975 | 1982 | 1990 | 1999 | 2004 | 2006 | 2009 | 2014 | 2019 |
| ---- | ---- | ---- | ---- | ---- | ---- | ---- | ---- | ---- |
| 113  | 174  | 179  | 171  | 187  | 188  | 184  | 188  | 199  |

| 2022 | - | - | - | - | - | - | - | - |
| ---- | - | - | - | - | - | - | - | - |
| 207  | - | - | - | - | - | - | - | - |

Entre 1806 et 1821 il semble que la population ait diminué à cause des guerres napoléoniennes. Pendant la Première Guerre mondiale, six morts au front sont recensés (environ 3,5 % de la population), mais la baisse de la population, très notable, semble se confirmer par la suite. La période qui va de 1945 au début des années 1980 est fortement marquée par l'exode rural, avant une arrivée de population citadine "résidentielle".

### Enseignement
Dignonville est située dans l'académie de Nancy-Metz.
Établissements d'enseignements :
- Écoles maternelles et primaires à Dignonville, Chavelot, Deyvillers, Jeuxey.
- Collèges à Thaon-les-Vosges, Épinal, Golbey.
- Lycées à  Thaon-les-Vosges, Épinal.

### Santé
Professionnels et établissements de santé :
- Médecins à Sercoeur, Dogneville, Girmont, Chavelot, Deyvillers, Thaon-les-Vosges.
- Pharmacies à Dogneville, Deyvillers, Thaon-les-Vosges, Golbey.
- Hôpitaux à Thaon-les-Vosges, Golbey, Épinal.

### Sports
Il n'y a aucun club sportif répertorié dans la commune.

### Cultes
Le territoire de la commune dépend de la paroisse catholique Sainte-Thérèse du Durbion qui, au sein du diocèse de Saint-Dié, regroupe les habitants des communes d'Aydoilles, Badménil, Dignonville, Dompierre, Fontenay, Girecourt-sur-Durbion, Gugnécourt, Longchamp, Méménil, Padoux, Sercœur, Vaudéville, Villoncourt et Viménil.

## Économie

### Emploi
En 2009, la population âgée de 15 à 64 ans s'élevait à 123 personnes, parmi lesquelles on comptait 74,0 % d'actifs dont 71,5 % ayant un emploi et 2,4 % de chômeurs.
On comptait 21 emplois dans la zone d'emploi, contre 18 en 1999. Le nombre d'actifs ayant un emploi résidant dans la zone d'emploi étant de 88, l'indicateur de concentration d'emploi est de 23,7 %, ce qui signifie que la zone d'emploi offre seulement un emploi pour quatre habitants actifs.
Au 31 décembre 2010, Dignonville comptait 16 établissements : trois dans l’agriculture-sylviculture-pêche, un dans l'industrie, six dans la construction, quatre dans le commerce-transports-services divers et deux étaient relatifs au secteur administratif.

### Entreprises et commerces

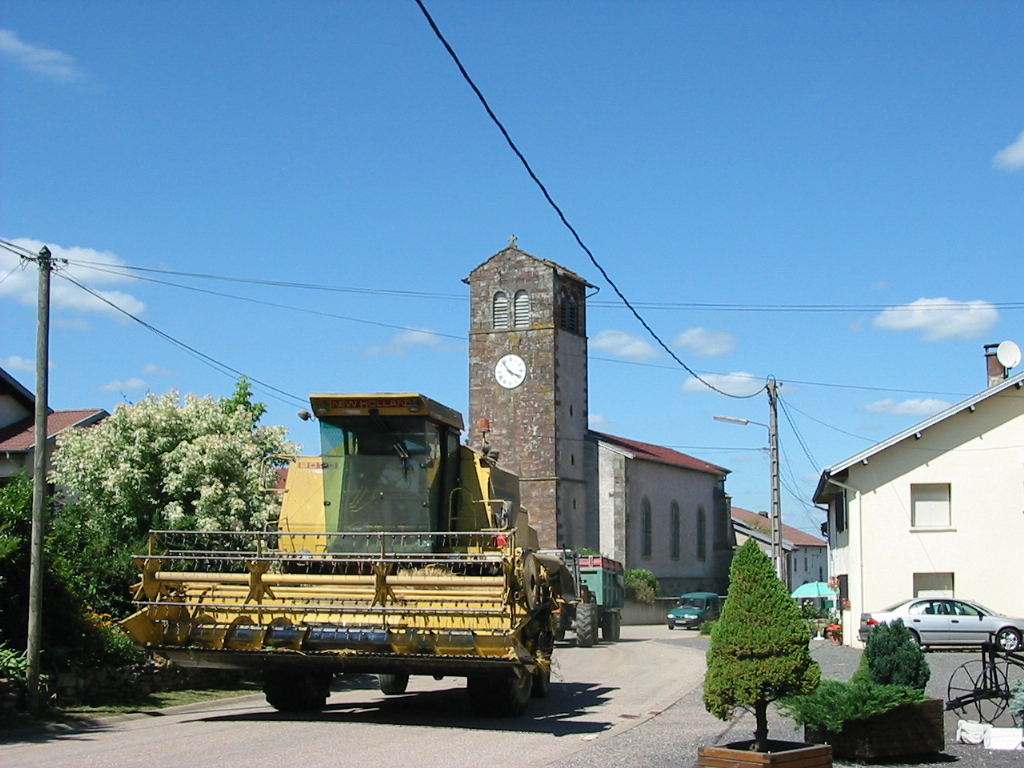
Au retour de la moisson.

#### Agriculture
- Élevage de vaches laitières.
- Culture et élevage associés.
- Culture de céréales, de légumineuses et de graines oléagineuses.

#### Tourisme
- Hébergements et restauration à Jeuxey, Chavelot, Épinal, Golbey.

#### Commerces
- Commerces et services de proximité.
- En 2011, une entreprise a été créée à Dignonville[a 6].
- Une distillerie d’alcool a existé jusque vers la fin des années 1990.

## Culture locale et patrimoine

### Lieux et monuments
Parmi les édifices de la commune, aucun n'est recensé au titre des monuments historiques, mais trois objets sont classés monuments historiques et deux objets à l'inventaire général du patrimoine culturel :
une cloche de 1749, « classée en tant qu'objet » depuis le 2 décembre 1922 ;
une sculpture (retable, trois bas-reliefs : la Crucifixion et les douze apôtres) en pierre du XVe siècle, « classée en tant qu'objet » depuis le 27 décembre 1907 ;
une sculpture (sainte Barbe) en pierre du XVe siècle, « classée en tant qu'objet » depuis le 27 décembre 1907 ;
un dessin (projet de vitrail) de 1973, du peintre-verrier Jacques Bony à l'inventaire général du patrimoine culturel depuis le 10 mai 2005 ;
un vitrail de 1973, du peintre-verrier Jacques Bony à l'inventaire général du patrimoine culturel également depuis le 10 mai 2005.
- Plaque de fondation d'une maison[41].
- Monument aux morts[42] : Conflits commémorés : Guerre 1914-1918.

#### L’église

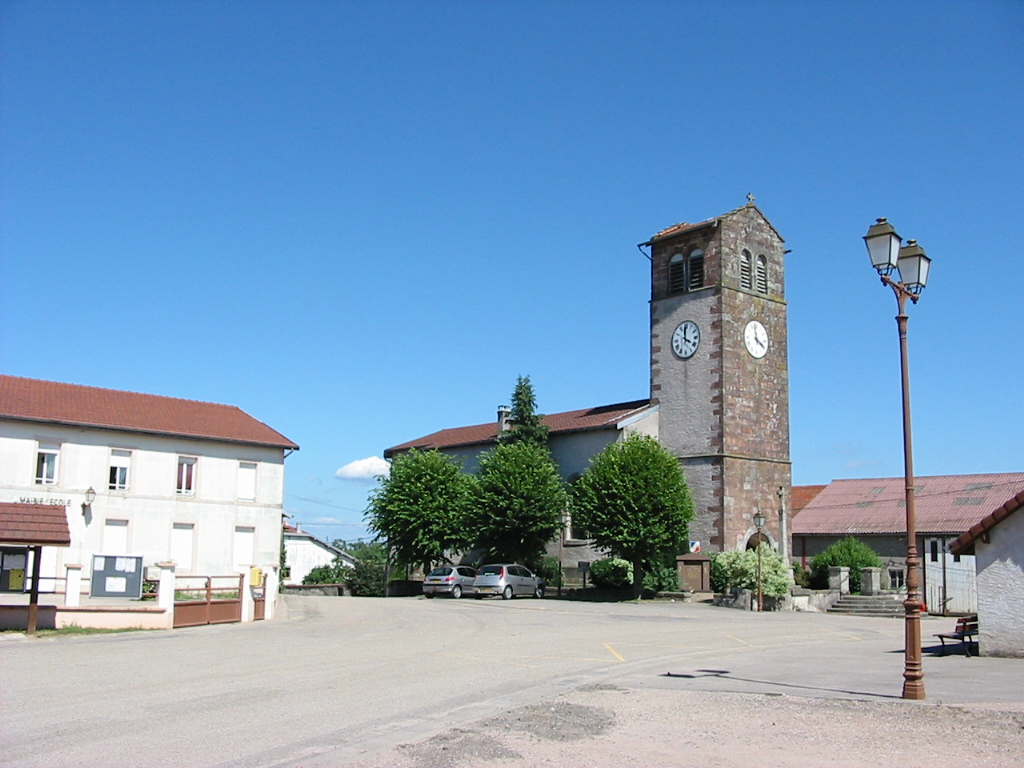
Le Centre : mairie-école et église.

La partie la plus ancienne de l’église Saint-Vincent est son clocher-tour carré de style roman du XVIe siècle. La clef de voûte de l’entrée porte ainsi la date de M544 (1544). Le reste du bâtiment a été reconstruit au début du XIXe siècle, comme l’atteste l’inscription située au fond de l’église, sur une pierre située à un mètre de hauteur : « Cette pierre a été posée par François ETIENNE, maire, et en l’honneur de saint Vincent, patron de la paroisse. Les travaux ont été dirigés par M. ADAM, architecte à Epinal, et exécutés par MM. GENAY ET AUBERY, entrepreneurs à Jeuxey, en l’an de grâce 1860 ». Toutefois cette reconstruction n’a due être que partielle, car une pierre extérieure, partiellement coupée, indique : « N – V – 9 […] 1760 – J – D – 3 – »…
L’église renferme plusieurs « statues anciennes digne d’intérêt » :
- un retable des douze apôtres avec la crucifixion en pierre, du XVe siècle. Ce retable était autrefois hors de l’église sur un monument situé dans l’ancien cimetière (vers la porte actuelle extérieure de la sacristie) situé autour de l’église. Il a été maladroitement scindé en trois morceaux lors de sa remise en place dans l’église en 1955, les douze apôtres étant placés sous l’autel, alors que le Christ était accroché à un mur ;

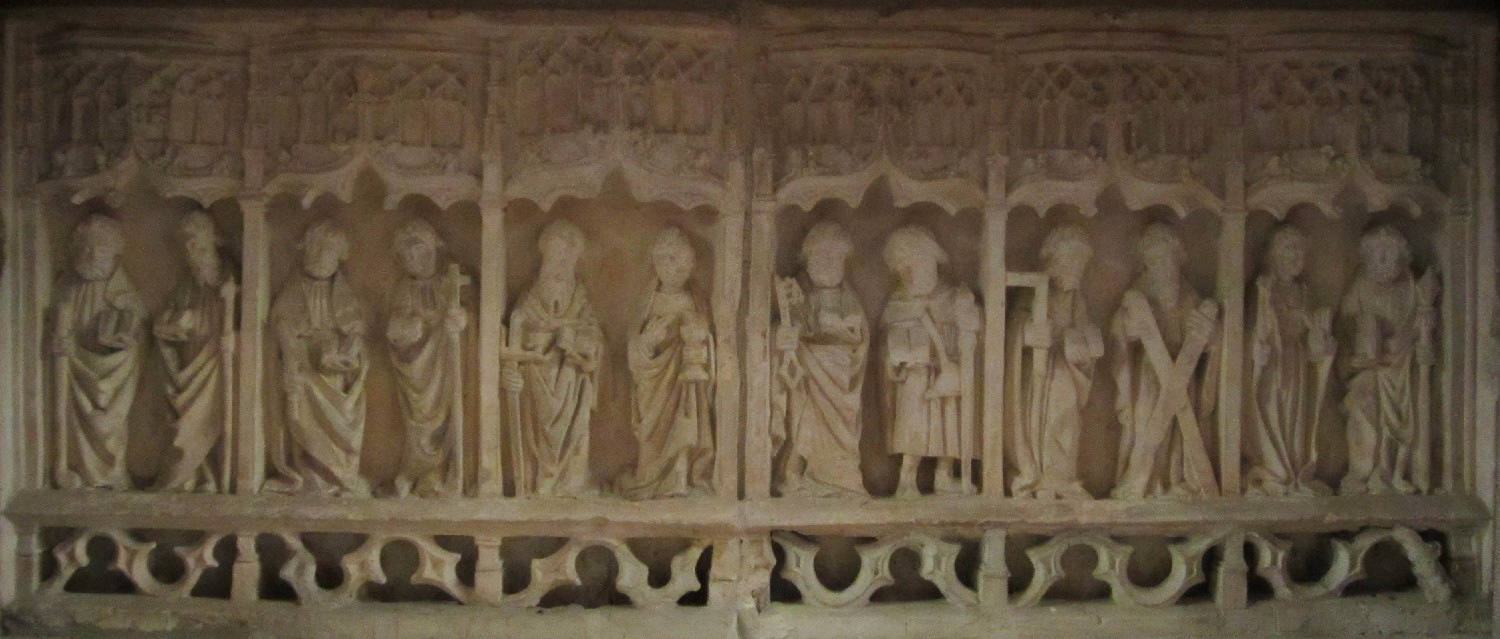
Le retable des douze apôtres.

- une statue de sainte Barbe en pierre du XVe siècle ;
- un crucifix en bois polychrome du XVIIe siècle ;
- une statue de la Sainte Vierge en bois doré du XVIIIe siècle ;
- une statue de saint Nicolas en bois doré du XVIIIe siècle ;
- une statue de saint Vincent en bois doré du XVIIIe siècle (cette statue « tourne » chez les paroissiens. Autrefois, elle se louait par une offrande à l’église ; celui qui « prenait le saint Vincent » allait manger chez celui qui l’avait eu auparavant. De nos jours, elle change de mains chaque année.)

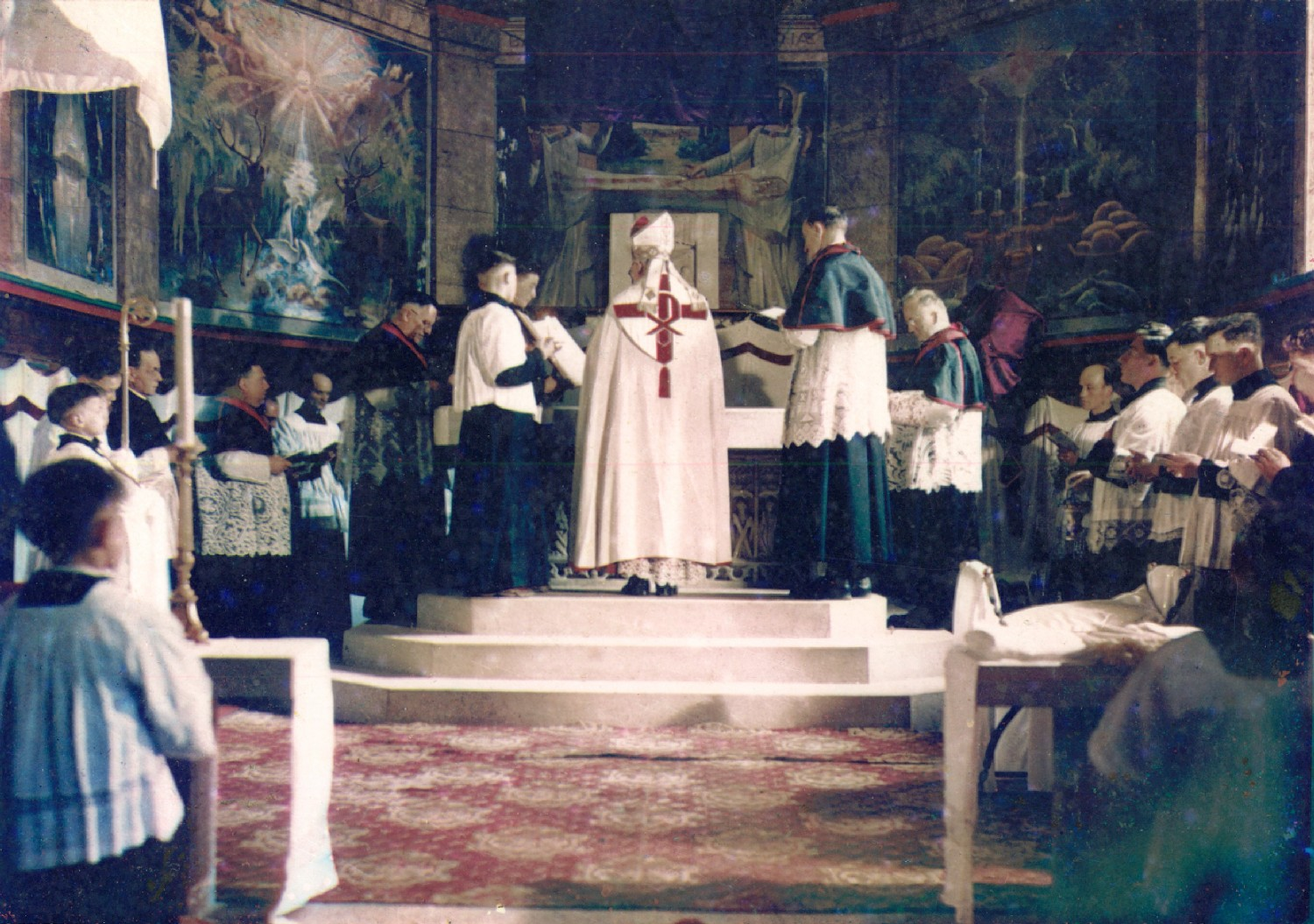
Consécration de l'autel par Mgr Brault, en 1955.

L’autel a été édifié vers 1955 par l’abbé Althofer (curé de Sercœur, dont dépendait Dignonville), qui a entièrement refait la décoration de l’église à cette époque. Des peintures murales éphémères, aujourd’hui disparues, ont ainsi représenté les sept péchés capitaux (entre les arches des vitraux), ainsi que des scènes de l’Apocalypse (au fond du chœur). Elles ont été réalisées par M. Maillard de Rambervillers, qui a utilisé des habitants pour les visages des saints et des prophètes… De cette époque date aussi l’aménagement du baptistère.
Les vitraux datent des environs de 1950 (ateliers Loire)., en remplacement de ceux qui ont été détruits par la guerre, à l’exception de celui du fond (croix éclatée par la lumière), réalisé en 1973 par Jacques Bony, en art non figuratif. En 1969, la décoration et l’aménagement actuel de l’église ont été entièrement revus par Jean Olin : peinture, etc. La mosaïque qui forme l’allée centrale a été réalisée juste après la Seconde Guerre mondiale.
L’orgue a été construit par Gonzalez en 1970-76, avec quelques jeux anciens (tierce en étain martelé du XVIe siècle ; bourdon, flûte et nasard en plomb du XVIIe siècle et XVIIIe siècle, ainsi que "la Basse" en chêne du Bourdon) qui viennent du grand-orgue de la cathédrale de Beauvais.
La sonnerie automatique permet d’apprécier le son de trois cloches : Saint-Vincent (1749 – classée MH), Sainte-Thérèse  et Sainte-Jeanne d’Arc (baptisées en 1929).

#### La chapelle

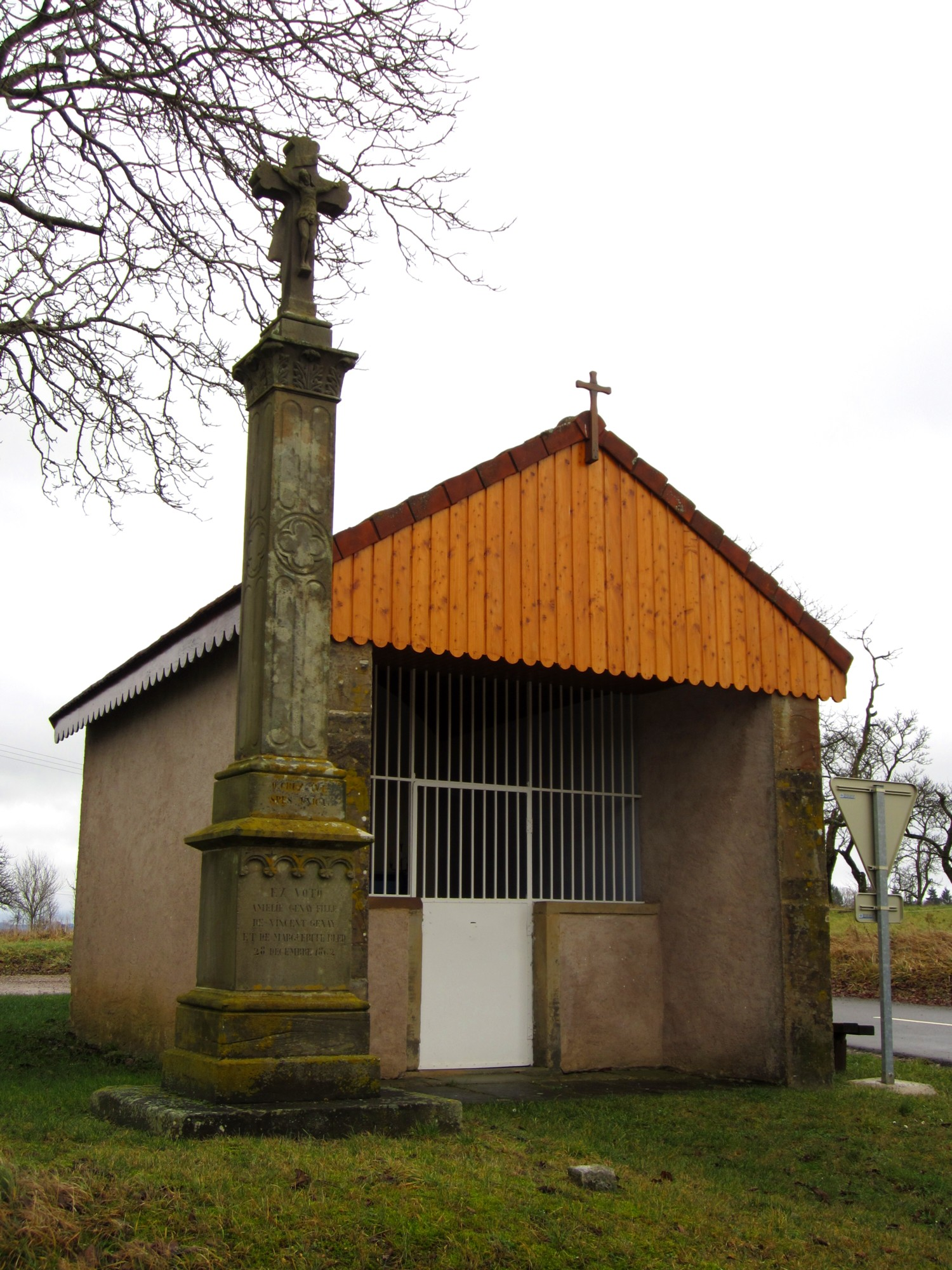
La chapelle et son calvaire.

Ainsi que l’indique le calvaire situé à quelques pas, cette chapelle a été érigée à la suite d'un vœu, en remerciement d’une grâce reçue. L’intérieur de cette chapelle, très simple, contient un autel portant une statue de Notre-Dame de Lourdes et de sainte Bernadette. En mauvais état, elle a été restaurée en 1991 (et bien entretenue depuis) ; à cette occasion, une procession depuis l’église paroissiale a eu lieu le 15 août 1991, sous la présidence de l’abbé Armand Ory, curé, afin de réinstaller dignement la statue.

#### Les calvaires
Dignonville compte quatre croix ou calvaires :

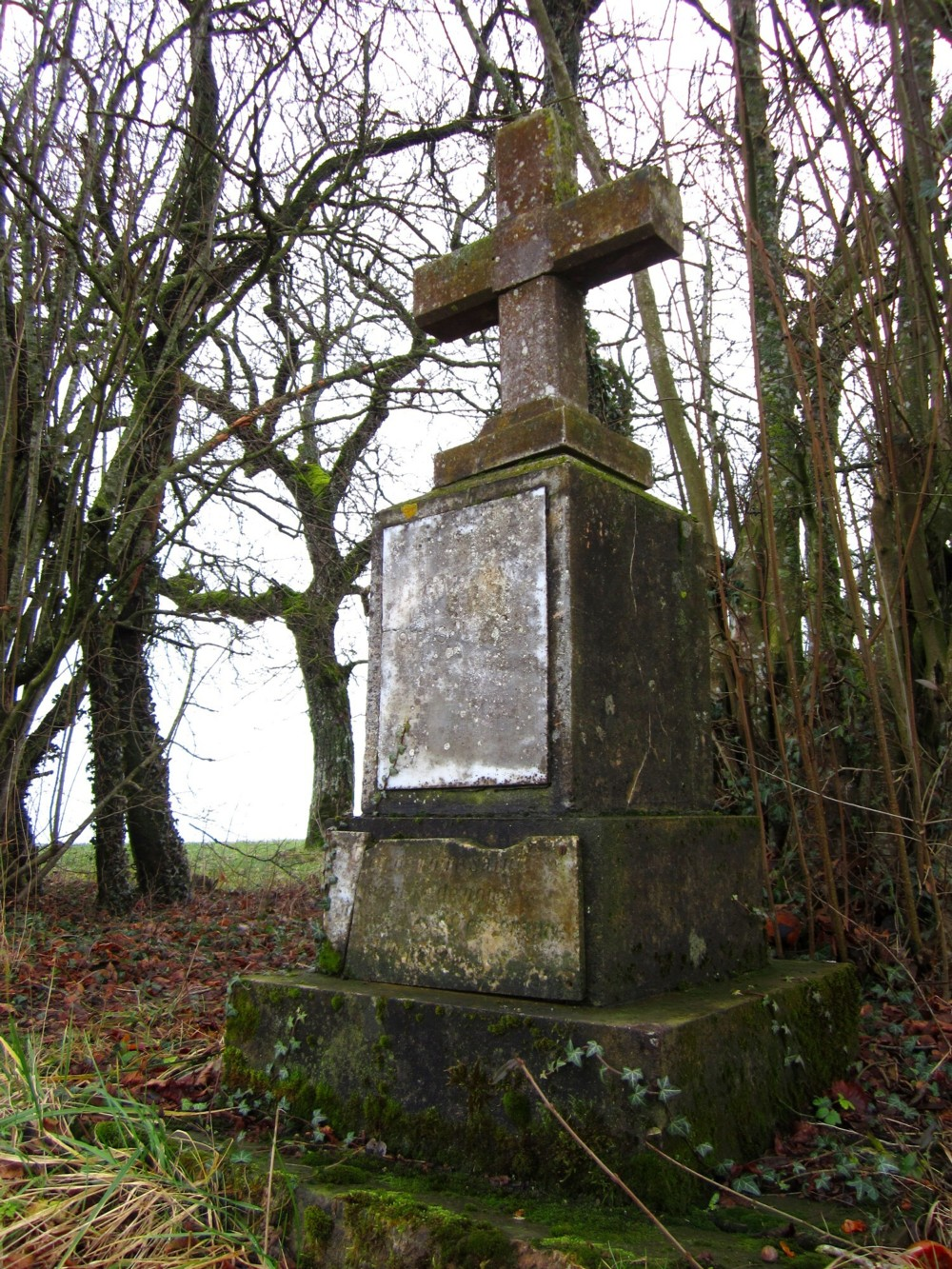
Un des calvaires.

- Le plus ancien ne comporte pas de date ; il est en grès rose, situé à mi-côte de Villancôte, non loin du château d’eau.
- Non loin de là, près de la chapelle votive, au sommet de la côte qui précède le village en venant de Longchamp, se dresse un calvaire datant de 1862. Il porte la mention latine « O crux ave, spes unica » (Trad : Je vous salue, O Croix, [notre] unique espérance). En dessous de cette mention, une inscription nous renseigne sur son origine : « Ex voto - Amélie Genay, fille de Vincent Genay et de Marguerite Bled – 28 décembre 1862 ».
- Le calvaire situé en haut de la rue de la Côte a été établi par Marie Prévot (née Houot) en 1935. Il porte également l’inscription « O crux ave, spes unica », mais elle est complétée sur la plaque du dessous (aujourd’hui cassée) : « Dieu veut notre salut. Ayez pitié de nous. Donnez à tous l’espérance et la paix. 1935 ».
- Le calvaire situé actuellement juste devant l’église paroissiale date de 1826. Il était autrefois à côté du préau et du lavoir (détruits) sur la place principale du village (aujourd’hui place Gaston-Litaize), sous un grand tilleul.

#### Le cimetière
Le cimetière, autrefois situé autour de l’église, a été déplacé à l’entrée principale du village au XIXe siècle comme presque partout en France. La plaque à l’entrée en témoigne : « Cette pierre a été pose en l’honneur de saint Vincent, patron de la paroisse en l’an de grâce 1872 ». Cette plaque porte les traces de plusieurs balles, probablement reçues lors de la Seconde Guerre mondiale et des  violents combats dans les environs.

#### Le fort
Le fort improprement dit « de Longchamp » appartient en réalité à la commune de Dignonville : son appellation usuelle « de Longchamp » vient d’une nécessité militaire de le distinguer de celui, voisin, « de Dogneville », à la phonétique proche ; ce qui aurait pu entraîner des confusions… Il surplombe la ville d'Épinal. Le fort de Longchamp est le plus important des deux, il a été construit entre 1876-1878 sur le modèle des fortifications du système Séré de Rivières. Il servit lors des deux guerres mondiales (Première Guerre mondiale et Seconde Guerre mondiale). Il est aujourd’hui condamné et sert de refuge naturel pour les chauves-souris, dont certaines espèces rares et menacées de disparition.

### Le monument aux morts
Ne disposant pas de monument aux morts pendant des longues années, la municipalité a décidé de l’érection d'un monument à Ses enfants, morts pour la France dans les années 2000. Il porte les six noms de Victor Stouvenel (1915), Joseph Huguenin (1915), Alexandre Ruer (1915), Paul Stouvenel (1918), Charles Vuillaume (1918) et Joseph Ruer (1919). Il ne semble pas y avoir eu de morts lors de la Seconde Guerre mondiale et l'unique mort de la guerre d'Indochine, Michel Prévot (1948), n'y figure pas.

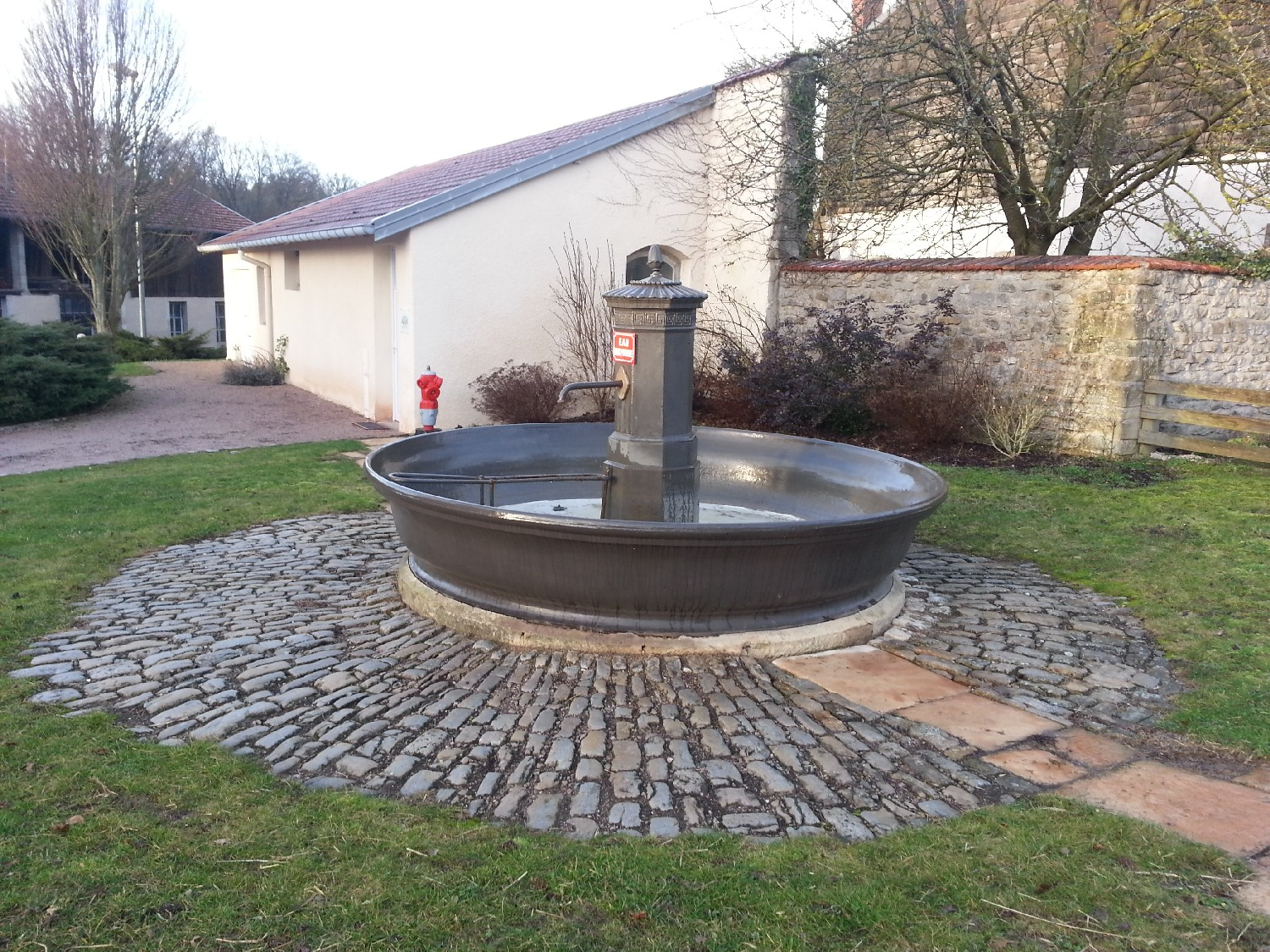
L'unique fontaine subsistante.

### Monuments disparus
Dignonville a compté trois fontaines et deux lavoirs. L’unique fontaine subsistante (remise en eau après des années de « bac à fleur » est située au carrefour de la rue de la Praye et de la rue du Pâquis ; juste à côté, l’ancien lavoir a été transformé en un congélateur collectif de 24 cases en mai 1965, l’un des premiers du canton, avant de disparaître le dernier, en 2005. Le bâtiment demeure propriété de la commune et renferme le matériel de lutte contre les incendies.
Une fontaine (et l’autre lavoir couvert) se trouvaient sur la place du village ; trois autres lavoirs non-couverts semblent avoir existé vers le milieu de l’actuelle rue Saint-Vincent, ainsi qu’un autre rue du Pâquis, ce dernier alimenté par une source, aujourd’hui disparue.

### Personnalités liées à la commune

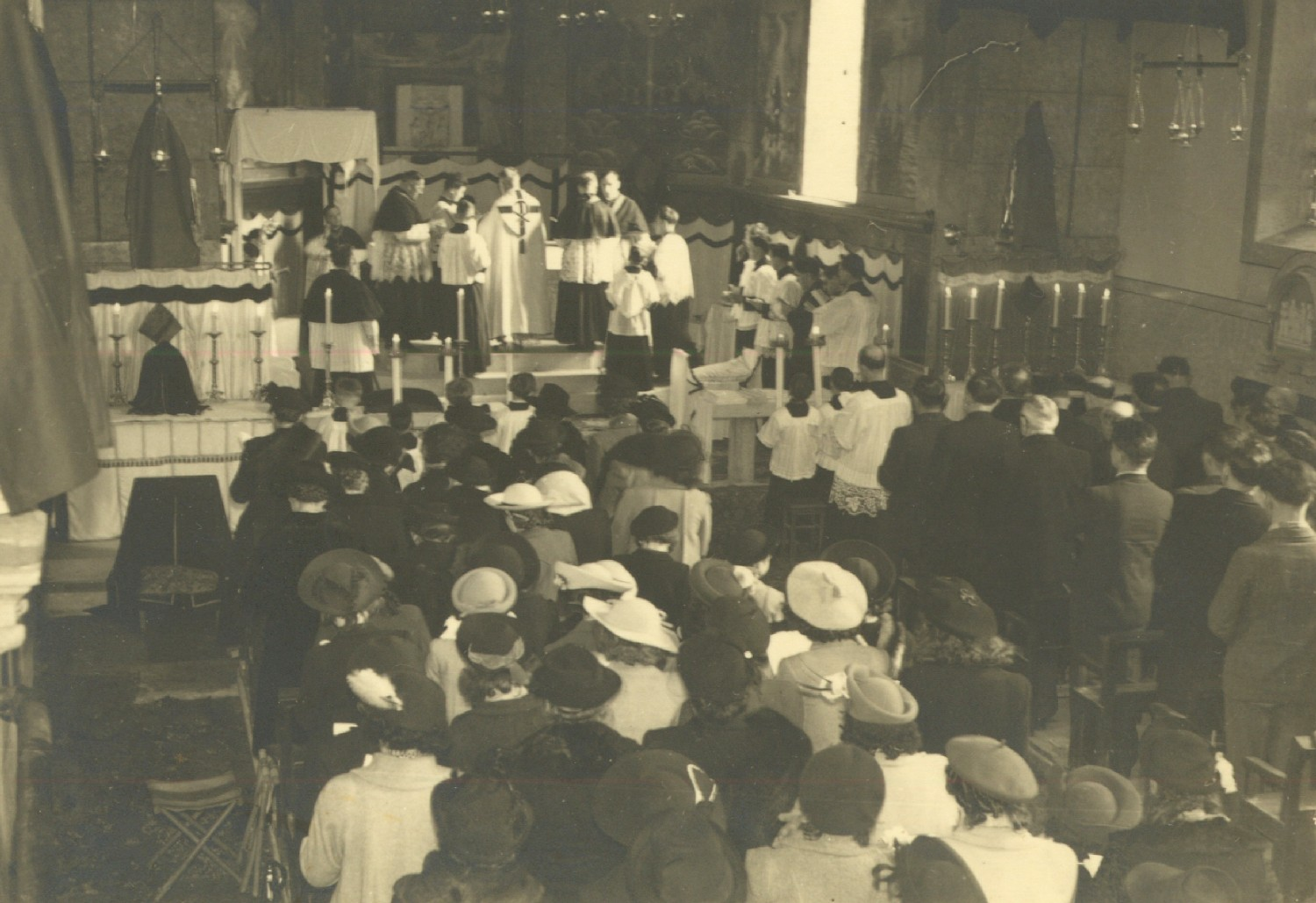
Les villageois assistent à la messe à l'église, en 1955.

- Saint Vincent est le patron de la paroisse. La fête patronale, autrefois le dimanche le plus proche du 11 novembre a été déplacée au 2e dimanche de mai.
- Gaston Litaize est souvent venu jouer de l’orgue à l’église de Dignonville. La place du village porte son nom depuis le milieu des années 1990.
- Liste des curés : abbé Bédon, curé de Sercœur (avant la guerre) ; abbé Althofer curé de Sercœur (pendant la guerre, jusqu’en 1962) ; abbé Armand Ory (1962-2002) ; abbé Jean Didot (2002- 2014) rattaché à la paroisse de Sercœur, puis de Longchamp, puis aujourd’hui « Sainte-Thérèse du Durbion », Dignonville ne semble jamais avoir été une paroisse indépendante, même avant la Révolution.

## Héraldique
| Blason de Dignonville | Blason  | Coupé: au 1) d'or à la bande de gueules chargée de trois alérions d'argent et accompagnée à senestre d'un corbeau de sable et à dextre d'une branche de chêne au naturel, au 2) de sinople à une grappe de raisin tigée et feuillée d'argent. |
| Blason de Dignonville | Détails | Création JF Binon.Adoption août 2023 |

## Pour approfondir